# Тврђава Гребен
Тврђава Гребен се први пут помиње у изворима из 1192. године, а потом 1322. и 1346. године кад градом управља извјесни Никола. У 14. вијеку Гребен је припадао жупи (области) Земљаник, а био је у посједу федуалне господе Хрватинића, господара Доњих Краја, о чему свједоче повеље потписане у овом граду 1374. и 1375. године. Уз њега, као посјед, су ишла и нека села. Град је страдао приликом пада Јајачке бановине под Турке 1527-1528. године кад је босански санџак-бег Гази Хусрев освојио Јајачку бановину, а са њом и град Гребен. У турским пописима нахије Змијање из 1541. године, наведена је варош тврђаве Крупа, названа Врх-Крупа, са 14 кућа. Дакле град Гребен је убрзо по доласку Турака (1527-1528) промијенио име у Крупа. У турским изворима се помиње 1562. године, на подручју нахије Јајце под именима Гребен и Врх-Крупа. Чини се да је у периоду турске управе град напуштен. Данас је у рушевном стању. Нешто боље је сачувана само кула над Врбасом и дио бедема који се спуштају према кориту ријеке Врбас.